# Стейт-стрит
Стейт-стрит (англ. State Street) — двусторонняя улица в Нижнем Манхэттене, Нью-Йорк.
Стейт-стрит начинается на севере от пересечения улиц Бэттери-Плейс и Бродвей. У западной оконечности Бэттери-парка улица поворачивает на запад и переходит в Уотер-стрит. Стейт-стрит имеет 4 полосы движения.
Первоначальное название улицы, Копси-стрит (англ. Copsey Street), пошло из языка индейцев делаваров. В 1790 году на месте форта Амстердам была возведена правительственная резиденция (англ. state house). По ней в 1793 году улица и получила своё нынешнее название. Вплоть до начала XIX века на улице проживали зажиточные горожане, среди которых были крупные торговцы. В 1831 году местные жители подали прошение в муниципальный совет о том, чтобы на улице была проведена канализация для отведения воды из подвалов домов. Оно было одобрено, и к 1840 году район стал наиболее дренированным в городе. Ныне на улице расположены офисные здания, наиболее заметным из которых является небоскрёб 17, Стейт-стрит, построенный в 1987—1989 годах.
Ближайшими к Стейт-стрит станциями метро являются Боулинг-Грин (4, 5) и Уайтхолл-стрит – Саут-Ферри (N, R). По состоянию на июнь 2013 года улица обслуживалась автобусными маршрутами M5 и M20.